# Poiseul
Poiseul [pwazœl] ist eine französische Gemeinde mit 71 Einwohnern (Stand 1. Januar 2022) im Département Haute-Marne in der Region Grand Est (vor 2016 Champagne-Ardenne). Sie gehört zum Arrondissement Langres und zum Kanton Nogent. 

## Lage
Der Ort liegt am Flüsschen Val de Gris, 16 Kilometer nordöstlich von Langres.
Nachbargemeinden sind:
| Frécourt         | Bonnecourt                                  | Val-de-Meuse                             |
| Neuilly-l’Évêque | Kompassrose, die auf Nachbargemeinden zeigt | Andilly-en-Bassigny                      |
| Orbigny-au-Mont  | Plesnoy                                     | Celles-en-Bassigny, Marcilly-en-Bassigny |

## Bevölkerungsentwicklung
| Jahr                       | 1962 | 1968 | 1975 | 1982 | 1990 | 1999 | 2008 | 2018 |
| -------------------------- | ---- | ---- | ---- | ---- | ---- | ---- | ---- | ---- |
| Einwohner                  | 112  | 121  | 100  | 87   | 77   | 79   | 74   | 72   |
| Quellen: Cassini und INSEE |      |      |      |      |      |      |      |      |